# 香芝市立真美ヶ丘西小学校
香芝市立真美ヶ丘西小学校（かしばしりつ まみがおかにししょうがっこう）は、奈良県香芝市にある公立小学校。

## 概略
真美ヶ丘ニュータウンの急激な人口増加に伴って設立された。生徒数は350人程度でほぼ横ばいである。運動場は比較的広く様々な活動をすることが可能である。兎や、鯉などの動物も飼育している。
また、近くの香芝高校とも運動会などの行事において交流があり、チアリーディング部や吹奏楽部が訪れイベントも行っている。
この小学校が建設される前この地は沼地であった。
隣に付属している学童施設において火事が発生したことがある。

## 沿革
- 1987年（昭和62年） - 校舎建築[2]。
- 1988年（昭和63年）4月6日 - 香芝町立真美ヶ丘東小学校より分離し、開校[3]。
- 1991年（平成3年）10月1日 - 香芝町の市制施行により香芝市立真美ヶ丘西小学校に改称[3]。
- 2022年（令和4年） - この年から2024年にかけて、校舎、屋内運動場、給食棟の部分改修とトイレの単独改修実施[2]。
- 2024年（令和6年） - プール棟の部分改修実施[2]。

## 所在地
- 住所：奈良県香芝市真美ヶ丘5丁目4-20
- 最寄駅：近鉄大阪線五位堂駅、JR西日本和歌山線香芝駅

## 進学先
基本的には公立の香芝市立香芝東中学校に自動的に進学する。しかし、この地域の保護者は教育熱心であり私立中学校への進学者も多い。

## 通学区域が隣接している学校
- 香芝市立真美ヶ丘東小学校
- 香芝市立五位堂小学校
- 香芝市立下田小学校
- 上牧町立上牧小学校
- 広陵町立真美ヶ丘第二小学校